# Gunnar Åkerlind
Carl Gunnar Åkerlind, född 3 juni 1883 i Berlin, död 3 december 1962 i Stockholm, var en svensk formgivare, konsthantverkare och målare.
Han var från 1912 gift med Alva Victoria Pettersson. Åkerlind studerade vid Tekniska skolan och Althins målarskola i Stockholm och var efter studierna anlitad som tecknare i Stockholmspressen. Men han var huvudsakligen verksam med formgivning av konsthantverk och var under flera år anställd som formgivare vid Nilsjohan i Stockholm där han formgav prydnads- och nyttosaker i metall.